# Phil Thompson

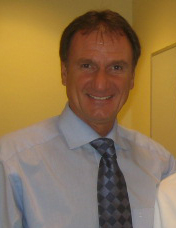
Phil Thompson

Phil Thompson, född 21 januari 1954, är en engelsk före detta professionell fotbollsspelare (försvarare) som bland annat vann sju ligatitlar och tre Europacuptitlar (numera UEFA Champions League) med Liverpool FC under 1970- och 1980-talet. Han gjorde 42 landskamper för det engelska landslaget 1976-1982 och representerade landet vid EM 1980 och VM 1982.
Thompson skrev kontrakt med Liverpool 1971 och kom att spela 477 matcher för klubben innan han 1985 lämnade för Sheffield United. Säsongen därpå avslutade han spelarkarriären och återvände till Liverpool som hjälptränare. I början på 1990-talet lämnade han Liverpool och arbetade som fotbollskommentator på TV. När Gérard Houllier blev manager för Liverpool 1998 utsåg han Thompson till assisterade tränare. Thompson tjänstgjorde också som tillförordnad manager för Liverpool under sex månader 2001-2002 då Houllier återhämtade sig från en hjärtoperation. Som assistent hjälpte han klubben vinna bland annat FA-cupen, Ligacupen och UEFA-cupen. Han lämnade åter klubben när Houllier fick sparken 2004.

## Meriter
Liverpool (spelarkarriär)
- Engelska ligan (7): 1972–73, 1975–76, 1976–77, 1978–79, 1979–80, 1981–82, 1982–83
- FA-cupen (1): 1973–74
- Ligacupen (3): 1980–81, 1981–82, 1982-83
- FA Charity Shield (6): 1974, 1976, 1977, 1979, 1980, 1982
- Europacupen (3): 1976–77, 1977–78, 1980–81
- UEFA-cupen (2): 1972–73, 1975–76
- Europeiska supercupen (1): 1977